# Hermann Raabe
Hermann Raabe (* 12. September 1873; † nach 1946) war ein deutscher Politiker.
Raabe war von Beruf Rechtsanwalt und Notar. Er gehörte 1946 dem ersten ernannten Landtag von Schleswig-Holstein an.